# Éric Losfeld
Éric Losfeld (1922-1979) fue un editor francés de historietas, cuya empresa Le Terrain Vague gozó de un papel destacado en la evolución del medio en los años 60 y 70, debido a su producción y promoción de libros de lujoso formato y transparente erotismo, sin ninguna pretensión ya de captar al público infantil-juvenil.

## Características
En muchas ocasiones sus protagonistas eran heroínas autónomas y activas en torno a lo sexual, como por ejemplo Barbarella (1962) de Jean-Claude Forest o Jodelle (1966), de Pierre Bartier y Guy Peellaert.

## Crítica
La labor de la Editorial Le Terrain Vague ha sido parcialmente criticada por teóricos como Antonio Lara, quien ha señalado la sobrevaloración de las obras difundidas por ella, en general de calidad baja.